# アタマアブ
アタマアブ（頭虻）は、ハエ目（双翅目）アタマアブ科 (Pipunculidae) の種の総称である。全世界で約1300種が記録されており、未発見の種を含めると約2000種が生息していると考えられている。

## 分布
世界各地に分布する。日本では108種が記録されている。

## 形態
大きな複眼が半球状の頭部の大半を占めるという特徴的な形態を持つ。単眼は、Chalarinae 亜科では小さいが、Nephrocerinae、Nephrocerinaeの2つの亜科に属する種では大きく発達する。胸部は多くの種で黒色で、褐色または灰色の種もいる。腹部はふつうやや円筒形で、灰色または光沢のある黒色であるが、一部の種では黄色。

## 生態
アタマアブの成虫は草地や樹木の周辺などで見られるが、ふつう単独行動をしており、一つの生息地に定住はしない。アタマアブの中には、イネの重要な農業害虫であるツマグロヨコバイなどのヨコバイ、ウンカ類に寄生する種が知られており、日本では主に農業利用の観点から研究がすすめられていた。

## 下位分類
アタマアブ科はハナアブ科と近縁であり、アタマアブ科とハナアブ科とでハナアブ上科を構成する。
アタマアブ科はChalarinae (4属72種)、Nephrocerinae (3属19種)、Pipunculinae (15属1268種) の3亜科に分けられる。